# Chinoy
Mauricio Enrique Castillo Moya (11 de enero de 1981, San Antonio, Región de Valparaíso), más conocido por su nombre artístico, Chinoy, es un cantautor, poeta y pintor chileno.

## Biografía
Vivió su infancia en Placilla de San Antonio, donde comenzó en la banda punk local Don Nadie. Con ellos teloneó a los argentinos Loquero en 2005, quienes tras escucharlo lo invitaron a pasar una temporada en La Plata. Luego en 2007 se mudó a Valparaíso para estudiar arte. Al poco tiempo se retiró de la carrera y se dedicó a tocar sus canciones en bares tales como el Pajarito, La Cantera o el Chinasky. Rápidamente llamó la atención de la prensa quienes lo consideraron como el "Bob Dylan chileno" por su tempestuosa manera de tocar la guitarra, su voz andrógina y su trova llena de desamparo.[cita requerida] Cuando Manuel García lo escuchó, lo invitó a abrir una presentación en el Consejo de Cultura de Valparaíso y otra en el Centro Cultural de España, en Santiago. Durante 2007, Chinoy visitó escenarios de Concepción, Puerto Montt, Punta Arenas, Valparaíso y Santiago y apareció con la canción "Carne de gallina" en el compilado Escuelas de Rock 1.er disco bicentenario (2007).
Algunos de sus temas ya circulaban en sitios de Internet como YouTube. Su página en myspace contó con más de 130.000 visitas en un año gracias a temas como "Valpolohizo", "Corazón" o "No empañemos el agua". Pero se hizo finalmente conocido a nivel nacional cuando el cineasta Andrés Wood lo invitara a componer para su película La buena vida en 2008. A partir de ese evento participó en múltiples espectáculos como el Festival de Solistas en Solitario del capitalino Cine Arte Normandie, que reunió a grandes figuras como los argentinos Coiffeur y Félix y los chilenos Gepe y Nano Stern. También participó en la conmemoración del centenario del natalicio de Salvador Allende en el Estadio Víctor Jara junto a Los Tres y Denisse Malebrán y actuó en la segunda versión de la Cumbre del Rock Chileno en el Club Hípico de Santiago.
Su estilo ha sido catalogado como de trova o cantautor, pasando por géneros musicales como el Nufolk, la música alternativa, el folk punk, folk rock, indie y otras más.
El año 2009 Chinoy publicó su primer álbum Que salgan los dragones. A pesar de ser este su primer trabajo oficial, Chinoy posee más de 100 composiciones originales aún sin grabar.[cita requerida]. En 2014 presentó su segundo disco, De loco medieval.

## Vida personal
Chinoy es hermano del también cantautor chileno Kaskivano.

## Obra

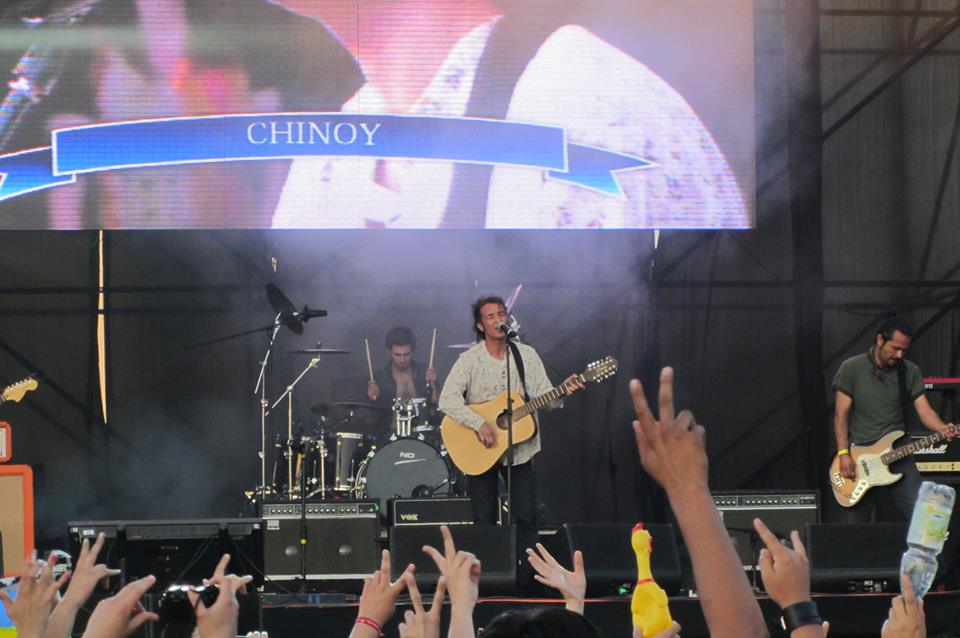
Chinoy en la Cumbre del Rock Chileno.

### Discografía

#### Álbumes de estudio
- 2009 - Que salgan los dragones
- 2015 - De loco medieval
- 2020 - Saliendo del Otro

#### Álbumes en directo
- 2010 - Chinoy en Bogotá
- 2013 - FolkPunk

#### Álbumes no oficiales[citarequerida]
- 2002 - 2009 - El Atrevimiento FolkPunk
- 2008 - En cada esquina Vol. 1
- 2008 - En cada esquina Vol. 2
- 2008 - En cada esquina Vol. 3
- 2009 - Chaíto no más
- 2007 - Radio Galáctika
- 2010 - Te Invito a ser Vol. 1
- 2010 - Te Invito a ser Vol. 2
- 2010 - Te Invito a ser Vol. 3
- 2010 - Te Invito a ser Vol. 4
- 2010 - Penando el sismo
- 2019 - Los nidos vacíos / Los versos errantes

### Poesía
- 2018: Inspirón (Ed. Opalina Cartonera)
- 2017: Velocidad crucero, felicidad lucero (Ed. Opalina Cartonera)
- 2020: ‘’Pandemonium’’
- 2019: "Venusterio" (Ed. Opalina Cartonero)
- 2023: ANTOLOGÍA.